# Bram Callebaut
Bram Callebaut (24 januari 2003) is een Belgisch basketballer.

## Carrière
Callebaut speelde in de jeugd van Panters Baasrode tot 2018. In 2018 maakte hij de overstap naar Okapi Aalst waar hij uitkwam voor de tweede ploeg. In het seizoen 2021/22 kreeg hij enkele wedstrijden de kans bij de eerste ploeg. In de zomer van 2023 maakte hij de overstap naar Panters Baasrode.